# Olga Ahl
Olga Olivia Ahl, född Hohmann 14 april 1862 i Stockholm, död 30 januari 1935 i Stockholm, var en svensk författare. 
Ahl var dotter till källarmästare Wilhelm Hohmann från Hannover och Johanna Charlotta, född Lindelöv från Jönköping. Hon fick sin skolgång i Östermalms privata elementarläroverk för flickor i Stockholm.
År 1888 gifte hon sig med landskamreraren Ernst G. Ahl och var bosatt i Växjö och under 20 år sekreterare i Röda Korsets Växjökrets från dess start. Under flera år var hon likaledes verksam i Föreningen för kvinnans politiska rösträtt (F.K.P.R.) i Växjö, Föreningen för kvinnans politiska rösträtt i Växjö, samt i föreningen Flitens vänner. Olga Ahl är begravd på Norra begravningsplatsen utanför Stockholm.

## Utmärkelser
- Svenska Röda Korsets silvermedalj.